# Алиева, Ситора Шохиновна
Ситора Шохиновна Алиева (род. 4 октября 1963, Душанбе, Таджикская ССР) — актриса, киновед, киноредактор, директор международных кинофестивалей в Сочи и «Лики любви», детского международного фестиваля искусств «Кинотаврик», программный директор Открытого российского кинофестиваля «Кинотавр» (2005—2021). Член Европейской киноакадемии.

## Биография
Родилась 4 октября 1963 года в городе Душанбе. В 9 лет дебютировала в кино, сыграв в учебном фильме начинающего режиссёра Батура Арабова «Джамиля» (1972). За 10 лет актёрской карьеры исполнила 10 ролей в кино- и телефильмах.
В 1982 году поступила на сценарно-киноведческий факультет ВГИКа (мастерская Евгения Суркова и Лилии Маматовой), который окончила в 1987 году. Работала экспертом Фонда культуры Таджикистана (1987–1988) и старшим редактором киностудии «Таджикфильм» (1987—1991). В 1991 году по приглашению директора Музея кино Наума Клеймана в рамках ММКФ показала программу таджикского кино, вызвавшую большой интерес у зрителей и профессионального сообщества. Тогда же переехала в Москву, где работала сначала редактором Фонда поддержки кино (1991—1993), а затем референтом главного редактора журнала «Искусство кино» Даниила Дондурея (1993—1996). С 1993 года была также координатором программ Международного кинофестиваля в Сочи, который проводился группой компаний «Кинотавр» под руководством Марка Рудинштейна.
Затем работала директором и членом отборочной комиссии МКФ в Сочи, МКФ «Лики любви», Детского международного фестиваля искусств «Кинотаврик» (1999—2005). Привезла в Россию таких звёзд мирового кино, как Софи Лорен и Сарандон, Сьюзан, Кристофер Ламберт и Удо Кир, Орнелла Мути и Жан-Клод Ван Дамм, Дольф Лундгрен и Эрик Робертс, Катрин Денёв, Ханна Шигулла и Ален Делон. В 2001 году на открытии детского фестиваля «Кинотаврик» специальным гостем был Робертино Лоретти.
В 2005 году после покупки ОРКФ «Кинотавр» Александром Роднянским МКФ в Сочи прекратил своё существование, при этом сохранилась только российская часть кинофестиваля, и Ситора Алиева стала её программным директором.
С 1999 года участвует в жюри различных отечественных и зарубежных кинофестивалей. С января 2007 по 2010 год была официальным делегатом по России и странам СНГ МКФ в Риме, с того же года — официальный делегат МКФ в Варшаве. Приглашенный лектор университетов и киношкол России, Европы, США, Южной Кореи, Центральной Азии.
С 2021 года член Европейской киноакадемии.

## Фильмография

### Актриса
- 1972 – Джамиля (учебный, режиссёр — Батур Арабов)
- 1973 – Маленький пень воз опрокидывает (дипломный, режиссёр — Батур Арабов)
- 1973 – Здравствуй, добрый человек (полнометражный, режиссёр — Хабиб Файзиев)
- 1977 – Осада (полнометражный, режиссёр — Марат Арипов)
- 1978 – Круг (короткометражный, режиссёр — Толиб Хамидов)
- 1978 – Женщина издалека (полнометражный, режиссёр — Тахир Сабиров)
- 1979 – Дахмарда (короткометражный, режиссёр — Мунавар Мансурходжаев)
- 1982 – Мир вашему дому (мини-сериал, режиссёр — Тахир Сабиров)
- 1983 – Летаргия (короткометражный, режиссёр — Толиб Хамидов)
- 2016 – Сурков. Отражения (документальный, режиссёр — Артем Деменок)

## Член жюри кинофестивалей
- 2002 — МКФ в Хайдарабаде
- 2006 — МКФ в Мар-дельПлате (Аргентина)
- 2006 — Фестиваль европейского кино в Паличе (Сербия)
- 2006 — МКФ в Котбусе[2]
- 2007 — Берлинский кинофестиваль (Секция «Generation Kplus»)[15][16]
- 2007 — МКФ Artfilm (Словакия)
- 2008 — МКФ в Керале
- 2009 — МКФ в Рейкьявике[17]
- 2009 — 66-й Венецианский кинофестиваль
- 2011 — МКФ в Мюнхене
- 2011 — 46-й МКФ в Карловых Варах
- 2011 — 52-й МКФ в Салониках[18]
- 2012 — LET’S CEE Film Festival (Вена)[19]
- 2012 — 9-й Ереванский кинофестиваль «Золотой абрикос»
- 2014 — VIII международный кинофестиваль «Зеркало»
- 2015 — МКФ в Софии
- 2017 — El Gouna Film Festival (GFF) (Египет)[20]
- 2018 — МКФ в Пиньяо
- 2020 — IV Арктический международный кинофестиваль "Золотой ворон"
- 2020 — 18-й Международный кинофестиваль стран АТР «Меридианы Тихого» (председатель жюри)
- 2021— 37-й МКФ в Варшаве